# Probijniwka
Probijniwka (ukr. Пробійнівка, do 1946 r. Szykmany, Шикмани) – wieś na Ukrainie w rejonie wierchowińskim obwodu iwanofrankiwskiego.